# Frontière entre le Costa Rica et l'Équateur
La frontière entre le Costa Rica et l'Équateur est entièrement maritime et se situe dans l'Océan Pacifique. Ces deux pays partagent une frontière commune assez loin du continent entre l'Île Cocos appartenant au Costa Rica et l'archipel des Galápagos.
Les ministres des Affaires étrangères de l’Équateur, Ricardo Patiño, et du Costa Rica, Enrique Castillo, ont signé le 21 avril 2014 la convention au terme d'un processus entamé en 1978. L'adhésion de l'Équateur à la Convention des Nations unies sur le droit de la mer, en septembre 2012, a permis d'affiner la définition adoptée en 1985 en ajustant les points de base et les points équidistants de ceux qui ont dessiné les lignes géodésiques qui constituent la frontière maritime.
Les points de bases du Costa Rica :
- CR-1, dans le sud-ouest de l'île Dos Amigos.
- CR-2, au sud-ouest du cap Dampier, sur l'île Cocos.

Les points de bases de l'Équateur :
- EC-1, dans le nord-est de l'île Darwin.
- EC-2, dans le nord-est de l'île Genovesa.

Le traité fut formalisé avec une ligne de démarcation selon sur trois points :
- Point B-1 : 04°33’55.741”N 090°18’24.485”O
- Point B-3 : 03°26’37.922”N 089°26’11.383”O
- Point B-2 : 02°09’02.238”N 087°08’42.443”O